# Ремнезуб Тру
Ремнезу́б Тру (лат. Mesoplodon mirus) — вид зубатых китов из рода ремнезубов семейства клюворылых, распространённый в умеренных водах северной и южной частей Атлантического океана и в южной части Индийского океана. Биология, видимо, сходна с биологией других ремнезубов. Питается в основном головоногими моллюсками и в меньшей степени рыбой, проводя значительную часть времени на больших глубинах вдали от берега. Ремнезуб Тру изучен плохо; как и другие ремнезубы, он известен прежде всего по находкам мёртвых экземпляров на берегу. Описан как вид американским зоологом Ф. Тру, по имени которого и получил название.
На основании того, что ареал этого кита разорван на отдельные части, высказываются предположения, что вид, известный в настоящее время как ремнезуб Тру, на самом деле может представлять собой несколько видов ремнезубов, или, по крайней мере, несколько подвидов одного вида. Однако данный вопрос требует дальнейшего изучения. В 2021 году киты, ранее рассматривавшийся как южная популяция ремнезуба Тру, были выделены в самостоятельный вид Mesoplodon eueu.

## Внешний вид
Ремнезуб Тру имеет длину около 5 м, по другим данным — 4,8—5,4 м; вес указывается в 1200—1400 кг. Клюв его средней длины, спинной плавник серповидной формы, смещён далеко назад. Окрас шкуры кита варьируется от серого до коричневого на спине; этот цвет становится значительно светлее на брюхе. Примечательно, что киты из северного полушария отличаются по окрасу от сородичей из южного, что выражается, в частности, в более светлом окрасе спины, хвостового стебля и брюха у китов с юга. Особенностью самцов является наличие большого количества шрамов на шкуре, которые, по-видимому, являются следствием схваток с другими самцами своего вида за обладание самками в период спаривания. Самцов можно отличить от самок и молодняка по заметно выступающим из пасти зубам.
У этого кита (как и остальных ремнезубов) только два зуба, находящиеся в нижней челюсти. У данного вида они расположены на самом переднем краю челюсти; они слабо уплощены и имеют в сечении размер около 10 × 10 мм.

## Ареал
Ремнезуб Тру — один из четырёх видов ремнезубов, обитающих в Атлантическом океане. Его ареал имеет чёткую привязанность к умеренному поясу, тропических вод этот кит избегает: он ни разу не наблюдался в поясе между 30° северной и южной широты. В Северном полушарии ремнезуб Тру был отмечен на побережье США (из недавних находок — два кита этого вида были обнаружены выброшенными там на берег в 2007 году и ещё два — в 2011 году), у Бермудских островов, а в европейских водах его регистрировали на Канарских и Азорских островах, в Бискайском заливе у побережья Испании и в британских водах. Кит отмечен также у мыса Игольный в ЮАР.
В источниках 1960—1970-х годов сообщалось об обитании ремнезуба Тру только в Атлантике, однако более новые данные свидетельствуют, что кит встречается и в южной части Индийского океана. В этом регионе ареал простирается полосой от юга Африки и острова Мадагаскар до южной Австралии.

## Образ жизни
Редкие случаи наблюдения ремнезуба Тру в море показывают, что животное встречается либо в одиночку, либо небольшими, явно связанными родством, группами по 4—6 особей. Китов этого вида видели выпрыгивающими из воды, играющими у поверхности и ныряющими. Подобно другим близким видам, этот кит предпочитает держаться в открытом море, вдали от берега, значительную часть времени проводя на больших глубинах, ныряя за добычей. Ремнезуб Тру, как и другие ремнезубы, питается в основном головоногими моллюсками (прежде всего кальмарами), реже рыбой. В желудках мёртвых особей, обнаруженных на берегу, находили большое количество кальмаров, чаще всего принадлежащих к роду Loligo.
Размножение ремнезуба Тру изучено крайне слабо. Известно, что новорождённый детёныш имеет длину 2—2,5 м при весе в среднем 136 кг. Продолжительность жизни совершенно не известна.

## Численность и статус популяции
Относительно численности ремнезуба Тру имеются лишь весьма приблизительные предположения. В целом, считается, что, несмотря на редкость находок этого кита, его поголовье может не испытывать опасности. Так, в Красной книге МСОП указывается, что ремнезуб Тру как минимум в северной Атлантике находится вне угрозы. Это подтверждают и данные американского Государственного управления океанических и атмосферных исследований, которые говорят, что ремнезуб Тру не входит в список видов, охраняемых законодательством США, хотя это обусловлено прежде всего недостатком данных. Статус популяции вида, согласно Красной книге МСОП, на протяжении многих лет — «Недостаточно данных». В 2020 году виду был присвоен статус «Вызывающие наименьшие опасения».
Этот кит, по-видимому, никогда не добывался китобоями (по крайней мере, специалистам МСОП такие случаи не известны). Ремнезубу Тру, как и другим китам, вероятно, могут угрожать производимые человеком в море шумы, связанные с работой гидроакустического оборудования. Отмечалась несомненная связь повышенного числа выбросов этого кита на берег с усилением сонарной активности в Атлантике во время военно-морских манёвров НАТО.